# Cutie Honey Flash
Cutie Honey Flash (キューティーハニー フラッシュ?, Kyūtī Hanī Furasshu, anche conosciuto come Cutie Honey F) è una serie televisiva anime del 1997 parte del franchise Cutie Honey di Gō Nagai. In Giappone, la serie ha occupato la fascia oraria in precedenza occupata da Sailor Stars, l'arco narrativo finale della popolare serie Sailor Moon, di cui ha ereditato anche gran parte dello staff realizzativo, compreso la direttrice delle animazioni Miho Shimagasa. Ne conseguì che Cutie Honey Flash si focalizzò su un target di pubblico costituito principalmente di bambine, e pertanto assunse atmosfere e storie più simili a quelle di Sailor Moon che non all'opera originale di Go Nagai. La serie è stata trasmessa anche in Germania.mentre in Italia è inedita 

## Trama
Honey Kisaragi è una studentessa di sedici anni dotata di grande bellezza. Frequenta un collegio scolastico e conduce una vita del tutto ordinaria, fino al giorno in cui suo padre, il geniale professore Takeshi Kisaragi, non viene rapito dall'organizzazione criminale Panther Claw. Tuttavia il professore lascia alla figlia un incredibile congegno in grado di trasformare Honey nella coraggiosa guerriera spadaccina dai capelli rossi, Cutie Honey. Aiutata da Seiji, un giovane investigatore privato che da tempo studia le mosse di Panther Claw e dal misterioso Principe del Chiaro di Luna, Honey decide di combattere Panther Claw allo scopo di ritrovare il padre e salvarlo.

## Personaggi
Come già successo precedentemente in Shin Cutie Honey, anche Cutie Honey Flash fa ripetuti riferimenti ad altre serie dell'autore originale Gō Nagai. I personaggi ricorrenti del franchise sono Honey Kisaragi, Seiji, Danbei, Natsuko, Panther Zora, Sister Jill, e Miharu compaiono in Cutie Honey Flash, insieme ad Alphonne, il direttore Pochi (in forma di cane), Gorgon Claw, una versione femminile del Duca Gorgon di Mazinga Z, e Freddy Claw, un adattamento femminile del Dottor Inferno e del Conte Blocken di Mazinga Z. Tre ragazzi della scuola di Honey inoltre sono basati sui piloti di Getter Robot e Getter Robot Go, mentre il Great Mazinga compare brevemente sullo schermo di una televisione all'inizio della serie.

### Honey Kisaragi
La protagonista della serie, così come in tutte le altre serie di Cutie Honey, è Honey Kisaragi. Carismatica e popolare tra tutte le ragazze della scuola, Honey è una ragazza nota per la sua bellezza e il suo dinamismo. Temeraria e abile in vari sport, tra cui la scherma. Nasconde un lato sensibile, ma non si perde facilmente d'animo e tenta sempre di tenere duro. Dimostra di avere un debole per il Principe del Chiaro di Luna.
Honey può assumere varie identità, alcune tra le più frequenti sono:
- Cutie Honey (Eroina principale)
- Hurricane Honey (Biker)
- Scoop Honey (Paparazzi)
- Stage Honey (Cantante)
- Nurse Honey (Infermiera)
- Elegance Honey (Sposa)
- Escort Honey (guida turistica)
- Hyper Honey (Forma potenziata di Cutie Honey)[5]

### Personaggi del St. Chapel Academy
Honey studia presso il collegio, St. Chapel Academy, insieme alla sua migliore amica Natsuko Aki ("Nat-chan"), come nella serie originale degli anni settanta di Honey. All'interno del collegio sono presenti numerosi altri personaggi delle serie precedenti: Miharu è una temutissima insegnante, mentre Danbei Hayami è il preside dell'istituto. In seguito nella serie compare anche Alphonne, sempre dall'originale Cutie Honey, nei panni della sorella maggiore di Danbei.

### Principe del Chiaro di Luna
Honey riceve aiuti, consigli e fiori bianche dal misterioso personaggio di "Principe del Chiaro di Luna" (?, Tasogare no Prince). È proprio lui a consegnare a Honey il collare e l'anello inventati dal padre della ragazza, il professor Kisaragi. Grazie a questi oggetti, e dicendo la frase "Honey Flash", Honey può trasformarsi in varie identità.

### Seiji Hayami
Seiji Hayami, un quarto personaggio proveniente dalla serie originale di Cutie Honey, compare nei panni di un giovane detective il cui padre è stato ucciso da Panther Claw, ragion per cui dà loro la caccia. Seiji diventa presto buon amico di Honey e sembra nutrire una certa tenerezza nei suoi confronti. Si imbatte spesso in Cutie Honey, ma senza essere al corrente della vera identità dell'eroina.

### Panther Claw
In Cutie Honey Flash, Honey deve vedersela con l'organizzazione criminale Panther Claw, che è alla caccia del trasformatore di materia congegnato dal professor Kisaragi. A capo dell'organizzazione vi è Panther Zora, una figura in pietra che regna sul suo gruppo;Sister Jill, seconda al comando di Zora; Prince Zera, leader del Panther Claw che tenta di prendere il posto di Sister Jill; A completare l'organizzazione vi è una lunga serie di scagnozzi subordinati, prevalentemente di sesso femminile.

### Misty Honey / Seira Hazuki
Il quattordicesimo episodio dell'anime introduce il personaggio di Misty Honey, rivale e auto-dichiaratasi sorella gemella di Cutie Honey. Il suo nome è stato scelto attraverso un concorso fra il pubblico giapponese. Ironicamente, Misty Honey era uno degli alter ego di Cutie Honey nella serie originale. A differenza di Honey, Seira non può trasformarsi in chiunque voglia, ma soltanto in Misty Honey. Misty Honey è l'identità segreta di Seira Hazuki, che condivide il proprio nome con il figlio di Seiji, che compare nell'episodio finale della serie. Misty Honey è stata assoggettata al volere di Panther Claw, ed è in generale vista come la versione speculare negativa di Cutie Honey.

## Media

### Anime

#### Episodi
| Nº | Titolo italiano Giapponese 「Kanji」 - Rōmaji | In onda           | In onda |
| Nº | Titolo italiano Giapponese 「Kanji」 - Rōmaji | Giapponese        |         |
| 1  | In nome dell'amore! La fanciulla si trasforma 「愛のために！乙女は変わる」 - Ai no Tame ni! Otome wa Kawaru                                                             | 15 febbraio 1997  |         |
| 2  | La determinazione della fanciulla! Il fiore al chiaro di luna 「乙女の決意！たそがれに一輪の花」 - Otome no Ketsui! Tasogare ni Ichi rin no Hana                        | 22 febbraio 1997  |         |
| 3  | Il sogno della fanciulla! Per chi è l'abito nuziale? 「乙女の夢！花嫁衣装は誰のため？」 - Otome no Yume! Hanayome Ishō wa Dare no Tame?                                 | 1º marzo 1997     |         |
| 4  | La lacrima della principessa sirena! Il legame tra padre e figlia 「人魚姫の涙！父と娘のきずな」 - Ningyo-Hime no Namida! Chichi to Ko no Kizuna                        | 8 marzo 1997      |         |
| 5  | Supera il tuo destino! La fanciulla dell'arcobaleno dai sette colori 「運命を超えて！七色の虹の乙女」 - Sadame wo Koete! Nanairo no Niji no Otome                       | 15 marzo 1997     |         |
| 6  | Impossibile trasformarsi! Honey è in trappola 「変身不能！閉じこめられたハニー」 - Henshin Funō! Toji Komerareta Honey                                                  | 22 marzo 1997     |         |
| 7  | Il mare della disperazione! Seiji ricorda suo padre 「悲しみの海！青児、父への追憶」 - Kanashimi no Umi! Seiji, Chichi e no Tsuioku                                     | 19 aprile 1997    |         |
| 8  | L'aroma più dolce e pericoloso! Proteggere il cuore puro della fanciulla 「甘く危険な香り！守れ乙女の純情」 - Amaku Kiken na Kaori! Mamore Otome no Junjō               | 26 aprile 1997    |         |
| 9  | Il Principe è in pericolo? Appare una rivale! 「プリンスの危機！？ライバル登場！！」 - Prince no Kiki!? Rival Tōjō!!                                                    | 3 maggio 1997     |         |
| 10 | La mossa speciale viene sconfitta? La battaglia disperata di Honey 「必殺技敗れる！？ハニー決死の激闘」 - Hissatsu Waza Yabureru!? Honey Kesshi no Gekitō               | 10 maggio 1997    |         |
| 11 | Il terrore invadente!! Honey presa di mira 「忍びよる恐怖!! 狙われたハニー」 - Shinobi yoru Kyōfu!! Nerareta Honey                                                      | 17 maggio 1997    |         |
| 12 | Honey alle strette! L'attacco di scosse elettriche di Jill 「ハニー絶体絶命! ジル電撃の嵐」 - Honey Zettai Zetsumei! Jill Dengeki no Arashi                             | 24 maggio 1997    |         |
| 13 | Combatti con il potere dell'amore! La battaglia finale contro Jill 「愛の力で戦え! ジルとの最終決戦」 - Ai no Chikara de Tatakae! Jill to no Saishū Kessen              | 31 maggio 1997    |         |
| 14 | Entra in scena una misteriosa combattente! Overture a un nuovo destino 「謎の戦士登場!! 新たな運命の序曲」 - Nazo no Senshi Tōjō!! Arata na Unmei no Jyokyoku           | 7 giugno 1997     |         |
| 15 | Ha inizio l'atto! Lo scontro supremo tra le due Honey 「開幕のベル! 二人のハニー超戦闘」 - Kaimaku no Bell! Futari no Honey Chō Sentō                                   | 14 giugno 1997    |         |
| 16 | L'intreccio di amore e odio! La partita di tennis delle sorelle 「からみ合う愛憎! 姉妹テニス対決」 - Karami Au Aizō! Shimai Tennis Taiketsu                             | 21 giugno 1997    |         |
| 17 | La scioccante verità! Il padre rivela il segreto di Honey 「衝撃事実! 父が語るハニーの秘密」 - Shōgeki Jijitsu! Chichi ga Kataru Honey no Himitsu                       | 5 luglio 1997     |         |
| 18 | Ricordi ardenti! Il passato di Seira 「燃える炎の記憶!聖羅の過去」 - Moeru Honoo no Kioku! Seira no Kako                                                                | 12 luglio 1997    |         |
| 19 | La competizione in costume da bagno! Combattere scheletri sulla nave fantasma 「水着で勝負! 幽霊船のガイ骨退治」 - Mizugi de shōbu! Yūreibune no gai-kotsu taiji        | 26 luglio 1997    |         |
| 20 | Il sigillo di Panther Claw! Il segreto del marchio sul seno di Seira 「パンサーの刻印! 聖羅の胸の秘密」 - Panther no Kokuin! Seira no Mune no Himitsu                   | 2 agosto 1997     |         |
| 21 | Per il bene dell'amore! L'ultima battaglia tra le due Honey 「愛ゆえに! Wハニー最後の戦い」 - Ai Yue Ni! W Honey Saigo no Tatakai                                       | 16 agosto 1997    |         |
| 22 | Seira perisce in un mare di fiamme! Tiene l'amore del padre stretto al petto 「炎の中に聖羅死す! 父の愛を胸に」 - Honoo no Naka ni Seira Shisu! Chichi no Ai wo Mune ni | 23 agosto 1997    |         |
| 23 | Il finale dell'amore! L'amore di Honey risplende attraversando il destino 「愛の結末! 運命に勝つハニーの光」 - Ai no Ketsumatsu! Unmei ni Katsu Honey no Hikari         | 30 agosto 1997    |         |
| 24 | La scuola viene distrutta!? La minaccia dei nuovi Panther Claw 「学園崩壊!? 新パンサー軍団の脅威」 - Gakuen Hōkai!? Shin Panther Gendan Kyōi                            | 13 settembre 1997 |         |
| 25 | Honey cresce un bambino!? Il bebè preso di mira 「ハニーの子育て!? 狙われたベビー」 - Honey no Kosodate!? Nerawareta Baby                                               | 4 ottobre 1997    |         |
| 26 | Una idol Panther? La battaglie delle dive cantanti 「アイドルなパンサー? 熱唱歌合戦」 - Idol wa Panther? Nesshō Utagassen                                               | 11 ottobre 1997   |         |
| 27 | La regina del circuito! La pericolosa gara ad altissima velocità 「サーキットの女王! 超高速の激闘」 - Circuit no Jyoō! Chōkōsoku no Gekitō                              | 25 ottobre 1997   |         |
| 28 | Colui che chiamano demone! La lacrima della Panther guerriera 「その名は悪魔! パンサー戦士の涙」 - Sono Na wa Akuma! Panther Senshi no Namida                           | 1º novembre 1997  |         |
| 29 | Grande avventura su un'isola disabitata! Grande scalpore per una caccia al tesoro 「無人島大冒険! お宝探しで大騒ぎ」 - Mujintō Daibōken! Otakara Sagashi de Oosawagi    | 15 novembre 1997  |         |
| 30 | Non c'è modo di scendere!? Il treno in corsa verso l'inferno 「脱出不可能!? 地獄行きの暴走列車」 - Dasshutsu Fukanō!? Jigoku Iki no Bōsō Ressha                         | 22 novembre 1997  |         |
| 31 | La passione e l'amore persistono! I giorni della giovinezza del padre 「情熱と愛は消えず! 父の青春の日」 - Jōnetsu to Ai wa Kiezu! Chichi no Seishun no Hi              | 29 novembre 1997  |         |
| 32 | L'affamato detective, Seiji Hayami! Il suo giorno peggiore 「腹ペコ探偵早見青児! 最悪の一日」 - Harapeko Tantei Hayami Seiji! Saiaku no Ichinichi                       | 6 dicembre 1997   |         |
| 33 | La trappola nello spazio! La crisi più grande di Honey 「大宇宙のワナ! ハニー最大の危機」 - Daiuchū no Wana! Honey Saidai no Kiki                                       | 13 dicembre 1997  |         |
| 34 | La scelta di Honey! Seiji VS il Principe 「ハニー愛の選択! 青児VS[と]プリンス」 - Honey Ai no Sentaku! Seiji VS Prince                                                  | 20 dicembre 1997  |         |
| 35 | Abbi fiducia in me! La luce dell'amore alla massima potenza 「私を信じて! 愛の光全パワー開放」 - Watashi wo Shinjite! Ai no Hikari Zen Power Kaihō                      | 27 dicembre 1997  |         |
| 36 | Battaglia di coraggio! L'elettrizzante incontro di wrestling 「勇気の戦い! 電撃プロレスマッチ」 - Yūki no Tatakai! Dengeki Pro Wres Match                               | 10 gennaio 1998   |         |
| 37 | L'ultima guerra sacra! (Parte 1) L'amore affronta il destino 「最後の聖戦!（前編） 運命に向かう愛」 - Saigo no Seisen (Zenpen) Unmei ni Mukau Ai                        | 17 gennaio 1998   |         |
| 38 | L'ultima guerra sacra! (Parte 2) Il trionfo del potere di sognare 「最後の聖戦!（後編） 夢見る力の勝利」 - Saigo no Seisen (Kōhen) Yumemiru Chikara no Shōri            | 24 gennaio 1998   |         |
| 39 | Honey sposa! La luce dell'amore è per sempre 「花嫁ハニー! 愛の光は永遠に」 - Hanayome Honey! Ai no Hikari wa Eien ni                                                   | 31 gennaio 1998   |         |

#### Colonna sonora
Sigla di apertura
- Cutie Honey interpretata da Salia[8]

Sigla di chiusura
- Nakechauhodo Setsunaikedo interpretata da Maya Okamoto

### Manga
Contemporaneamente alla trasmissione televisiva di Cutie Honey Flash furono pubblicati due manga distinti, entrambi intitolati Cutie Honey Flash: il primo, realizzato da Yukako Īsaka, è stato pubblicato sulla rivista Ciao della Shogakukan dal marzo 1997 all'aprile 1998, per poi essere raccolto in quattro volumi; il secondo, illustrato da Kazuyuki Sasaki su testi di Ken Ishikawa, è stato pubblicato dalla Koro Koro Comics della Shogakukan dall'aprile 1997 al febbraio 1998, per poi essere raccolto in quattro volumi. Entrambe le versioni sono degli adattamenti più o meno fedeli della serie televisiva, da cui si discostano solo in alcuni punti. Nel manga di Īsaka, l'antagonista Misty Honey alla fine non muore, ma si allea con Cutie Honey e sarà risolutiva per sconfiggere Sister Jill. Nel manga di Sasaki-Ishikawa invece non è presente il personaggio di Seiji, il detective aiutante di Honey, il cui ruolo è sostituito da Fujimaru.

### Film
Il 12 luglio 1997, in occasione della TOEI Anime Fair è stato proiettato nei cinema giapponesi un film anime cinematografico prodotto dalla Toei Animation di 38 minuti ispirato all'omonima serie anime. La sceneggiatura del film è a cura di Ryota Yamaguchi, mentre il character design e a cura di Miho Shimagasa.
Il film è stato abbinato al film Hell Teacher Nube, anch'esso ispirato ad un'omonima serie televisiva. In questo film, Cutie Honey ed i suoi amici sono in alcune isole tropicali, quando si trovano a dover fronteggiare la minaccia rappresentata da alcune misteriose donne-insetto.